# وادي البدلة
وادي البدلة (بفتح الباء وسكون الدال) هو واد في تهامة بلاد بلقرن في المملكة العربية السعودية ينحدر من جبال ثميدة ويتجه شمالاً حتى يلتقي مع وادي بيان عند قرية آل حسن.